# Hans-Jürgen Prien
Hans-Jürgen Prien (* 17. Mai 1935 in Hamburg; † 15. Januar 2022) war ein deutscher evangelischer Theologe und Hochschullehrer.

## Leben und Karriere
Nach seiner Kaufmannsgehilfenprüfung war Hans-Jürgen Prien von 1958 bis 1961 Direktor einer Exportniederlassung in El Salvador. 
Ab 1961 studierte er evangelische Theologie, Geschichte und Altamerikanistik. Er erwarb 1967 seinen Dr. theol. an der Universität Hamburg mit der Dissertation Francisco de Ossuna: Mystik und Rechtfertigung. 1969 legte er sein 2. Theologisches Examen ab und wurde zum Pastor der Evangelisch-Lutherischen Kirche im Hamburgischen Staate ordiniert.
Von 1969 bis 1973 lehrte er Kirchen- und Dogmengeschichte an der theologischen Fakultät in São Leopoldo im Süden Brasiliens. Er hatte Gastprofessuren in Managua/Nicaragua, Buenos Aires, Lissabon, Fortaleza/Brasilien, Havanna und Lima inne.
Nachdem er 1979 an der Universität Hamburg in Kirchen- und Dogmengeschichte habilitiert wurde, wirkte er hier zunächst als Lehrbeauftragter und wurde 1986 an der Universität Marburg zum Professor für Kirchengeschichte berufen. 1992 wurde er zum Professor für Iberische und Lateinamerikanische Geschichte an der Universität zu Köln berufen. 